# Sheikh Jamal Dhanmondi Club
El Sheikh Jamal Dhanmondi Club es un club de fútbol de Bangladés de la ciudad de Dhanmondi. Anteriormente fue denominado Dhanmondi Club hasta que su dueño, el Jeque Jamal le añadiera su nombre y la transformara en una Compañía Limitada.
Este equipo milita en la Bangladesh League, la categoría mayor de fútbol en Bangladés.

## Palmarés
- Bangladesh League: 3

2010-11, 2013-14, 2015
- Copa Federación de Bangladesh: 3

2011, 2013, 2015

## Entrenadores
- Zoran Djordjevic (2010)[2]
- Packeer Ali (2011)[3]
- Maruful Haque (2015)[4]
- Joseph Afusi (2015)[4]
- Shafiqul Islam Manik (febrero de 2016-julio de 2016)[5][6]
- Joseph Afusi (2016)[6]
- Stefan Hansson (2016)[7]
- Joseph Afusi (2017)[8]
- Mahbub Hossain Roksy (2017)[9]